# N. Ramachandran

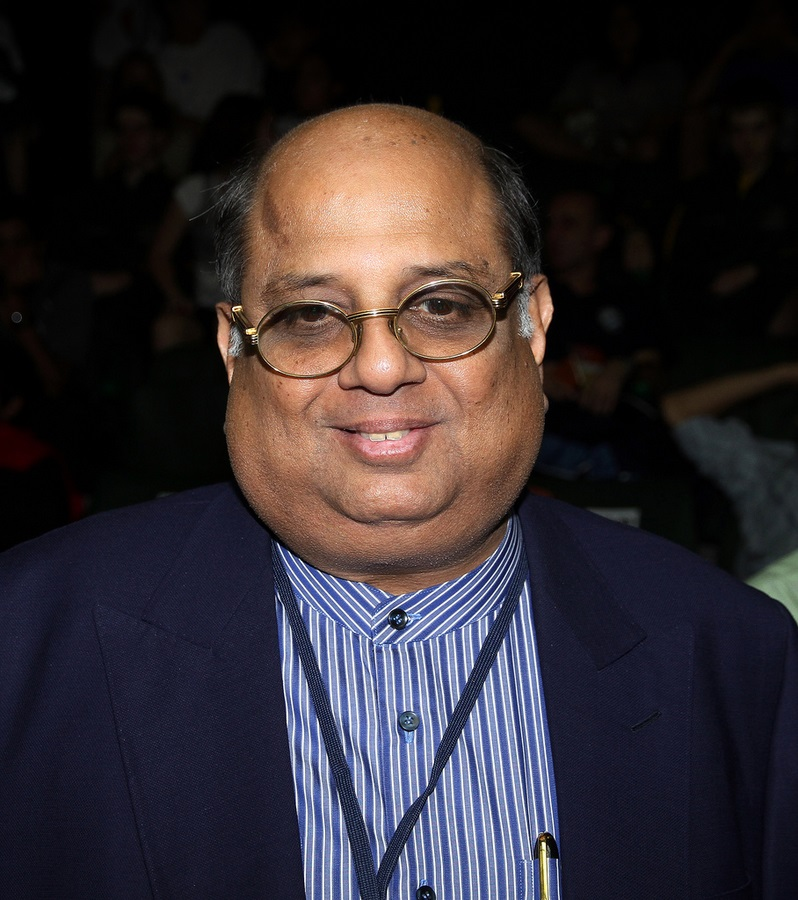
Narayana Ramachandran 2012

N. Ramachandran (Narayana Ramachandran) ist ein indischer Sportfunktionär. Er ist der aktuelle Präsident des Indischen Olympischen Komitees. Von 2008 bis 2016 war er zudem Präsident der World Squash Federation.

## Leben
Ramachandrans Familie betreibt mit der The India Cements Ltd. einen der führenden Zementhersteller Südindiens. Bis zu seiner Tätigkeit als Sportfunktionär hatte er eine führende Position im Unternehmen inne. Er war zudem Präsident der Industrie- und Handelskammer von Madras (MCCI) gewesen.
Seine erste Tätigkeit als Sportfunktionär nahm er als Präsident des indischen Triathlonverbandes auf, mit der er den Sport in Indien zu verbreiten versuchte. Parallel arbeitete er als Generalsekretär des indischen Squashverbandes und wurde 2001 zum Präsidenten der Asian Squash Federation gewählt. Nachdem er 2005 im Amt bestätigt wurde, gab er es 2008 auf, als er zum Präsidenten des Weltverbandes WSF gewählt wurde und damit Jahangir Khan ins Amt folgte.
Ramachandran hatte verschiedene Ämter beim Indischen Olympischen Komitee inne und wurde 2014 zu dessen Präsidenten gewählt. Im November 2016 wurde er an der Spitze der World Squash Federation abgelöst.